# Bartow, Mecklenburgische Seenplatte
Bartow là một đô thị thuộc huyện Mecklenburgische Seenplatte (trước thuộc Vorpommern-Greifswald (trước thuộc Demmin)), bang Mecklenburg-Vorpommern, Đức. Đô thị Bartow, Demmin có diện tích 25,05 km², dân số thời điểm ngày 31 tháng 12 năm 2006 là 580 người.